# Aeroporto de Santa Helena de Goiás
O Aeroporto de Santa Helena de Goiás (ICAO: SWHG) está localizado no município de Santa Helena de Goiás, no estado de Goiás. Foi inaugurado em 20 de outubro de 1980 na administração do Prefeito Antônio Garcia. O Aeroporto leva o nome do Deputado Federal José Alves de Assis, representante da cidade na Câmara Federal.
Suas coordenadas são as seguintes: 17°53'02.00"S de latitude e 50°34'02.00"W de longitude. Possui uma pista de 1000m de asfalto.